# Bahnhof Ladenburg
Der Bahnhof Ladenburg ist ein Bahnhof in Ladenburg (Baden-Württemberg) an der Bahnstrecke Frankfurt am Main–Heidelberg. Heute wird er von der Deutschen Bahn mit Regionalzügen sowie S-Bahnen der S-Bahn RheinNeckar angefahren.

## Lage
Der Bahnhof befindet sich im westlichen Stadtteil von Ladenburg, 650 Meter vom Altstadteingang entfernt. Die Strecke hat die VzG-Nummer 3601. Auf dem Bahnhofsvorplatz befindet sich ein Nextbike-Stand und 180 Meter vom Bahnhof entfernt eine Bushaltestelle. Das ehemalige Empfangsgebäude ist bewohnt und wird nicht mehr für den Bahnbetrieb genutzt.

## Bedienung
Der Bahnhof wird von der Deutschen Bahn sowie der Tochterfirma S-Bahn Rhein-Neckar bedient.
Die S-Bahn-Linie S 6 (Bensheim – Mainz) bedient seit dem Fahrplanwechsel im Dezember 2018 den Bahnhof werktags im Stundentakt, samstags und sonntags wird der Takt auf einen Zweistundentakt ausgedünnt. Die Regionalbahn-Linien RB 67/68 fahren täglich stündlich gemeinsam zwischen Frankfurt und Neu-Edingen/Friedrichsfeld und werden dort geteilt oder vereinigt. Die RB 67 fährt nach Mannheim oder Schwetzingen und die RB 68 nach Heidelberg und unter der Woche meistens weiter nach Wiesloch-Walldorf. Die Regional-Express-Linie RE 60 (Frankfurt – Mannheim) fährt im Zweistundentakt von 6 Uhr bis 22 Uhr. An Wochenenden gibt es einen zweistündlichen Nachtverkehr der RB 67.
| Linie | Verlauf | Takt       |
| ----- | --- | ---------- |
| RE 60 | Main-Neckar-Bahn: Frankfurt (Main) Hbf – Langen (Hess) – Darmstadt Hbf – Bickenbach (Bergstr) – Zwingenberg (Bergstr) – Bensheim – Heppenheim (Bergstr) – Hemsbach – Weinheim Hbf – Ladenburg – Neu-Edingen/Friedrichsfeld – Mannheim Hbf Stand: Fahrplanwechsel Dezember 2021 | 60/120 min |
| RB 67 | Main-Neckar-Bahn: Frankfurt (Main) Hbf – Langen (Hess) – Darmstadt Hbf – Darmstadt Süd – Darmstadt-Eberstadt – Bickenbach (Bergstr) – Hähnlein-Alsbach – Zwingenberg (Bergstr) – Bensheim-Auerbach – Bensheim – Heppenheim (Bergstr) – Laudenbach (Bergstr) – Hemsbach – Weinheim (Bergstr) Hbf – Weinheim-Lützelsachsen – Heddesheim/Hirschberg – Ladenburg – Neu-Edingen/Friedrichsfeld – (Mannheim-Seckenheim – Mannheim ARENA/Maimarkt – Mannheim Hbf) (einzelne Züge in Tagesrandlage) / Schwetzingen (– Hockenheim) (HVZ) Flügelung in Neu-Edingen/Friedrichsfeld. Zugteil nach Heidelberg als RB 68. Stand: Fahrplanwechsel Dezember 2021                              | 60 min     |
| RB 68 | Main-Neckar-Bahn: Frankfurt (Main) Hbf – Langen (Hess) – Darmstadt Hbf – Darmstadt Süd – Darmstadt-Eberstadt – Bickenbach (Bergstr) – Hähnlein-Alsbach – Zwingenberg (Bergstr) – Bensheim-Auerbach – Bensheim – Heppenheim (Bergstr) – Laudenbach (Bergstr) – Hemsbach – Weinheim (Bergstr) Hbf – Weinheim-Lützelsachsen – Heddesheim/Hirschberg – Ladenburg – Neu-Edingen/Friedrichsfeld – Heidelberg-Pfaffengrund/Wieblingen – Heidelberg Hbf (– Heidelberg-Kirchheim/Rohrbach – St Ilgen-Sandhausen – Wiesloch-Walldorf) (wochentags) Flügelung in Neu-Edingen/Friedrichsfeld. Zugteil nach Schwetzingen/Mannheim als RB 67. Stand: Fahrplanwechsel Dezember 2021          | 60 min     |
| S 6   | Bensheim – Heppenheim (Bergstr) – Laudenbach (Bergstr) – Hemsbach – Weinheim-Sulzbach – Weinheim (Bergstr) Hbf – (Weinheim-Lützelsachsen –) (einzelne Züge) Heddesheim/Hirschberg – Ladenburg – Neu-Edingen/Friedrichsfeld – Mannheim-Seckenheim – Mannheim ARENA/Maimarkt – Mannheim Hbf – Ludwigshafen (Rhein) Mitte – Ludwigshafen (Rhein) Hbf – Ludwigshafen-Oggersheim – Frankenthal Süd – Frankenthal Hbf – Bobenheim – Worms Hbf – Osthofen – Mettenheim – Alsheim – Guntersblum – Dienheim – Oppenheim – Nierstein – Nackenheim – Bodenheim – Mainz-Laubenheim – Mainz Römisches Theater – Mainz Hbf (← Wiesbaden Hbf) (ein Zug) Stand: Fahrplanwechsel Dezember 2021 | 60 min     |

## Modernisierung
Im Zuge der zweiten Ausbaustufe der S-Bahn RheinNeckar wurde der Bahnhof Ladenburg bis August 2018 barrierefrei ausgebaut. Die beiden Bahnsteige sind seitdem mit Aufzügen erreichbar. Es wurden mehrere Wartehäuschen platziert sowie die Bahnsteige auf 76 cm über der Schienenoberkante erhöht.

## Zukunft
Aktuell wird die Linie S6 noch in einem Mischverkehr aus Fahrzeugen der Baureihe 425 und der neuen Fahrzeuge des Typs Siemens Mireo bedient. Zum nächsten Fahrplanwechsel im Dezember 2021[veraltet] soll die Linie S6 durchgängig mit den neuen Fahrzeugen bedient werden, zudem sind die Schließung von Taktlücken und die Ausweitung des Verkehrs an Wochenenden und in Tagesrandlagen geplant.